# 레쿠쟈
| 번호: 384 | 타입: 드래곤 / 비행 | 진화하지 않음 |

레쿠쟈(영어: Rayquaza,일본어: レックウザ 렛쿠우자[*])는 포켓몬스터 시리즈에 등장하는 가공의 캐릭터이다.2024년 12월20일부터 검은 레쿠쟈5성 테라레이드가 진행될 예정이다

## 특징
용와 같은 모습을 한 포켓몬으로 모티브는 지즈와 케찰코와틀, 녹색의 몸에 황색의 문양이 있다. 구름보다 아득히 먼 위의 오존층에 서식하고 있기 때문에 지상에서 모습을 볼 수 없다. 그러나 그란돈과 가이오가가 한 번 싸움을 시작하면 그것을 진정시키기 위해 지상으로 내려 온다. 그들을 막을 수 있는 이유는 가이오가의 특성 잔비와 그란돈의 특성 가뭄이 레쿠쟈의 에어록이라는 특성 때문에 통하지 않기 때문이다. 몇 억년에 걸쳐 공기중의 수분과 티끌, 운석을 먹으면서 살고 있다. 가끔 호연지방의 가장 높은 곳인 하늘기둥으로 내려온다.

## 게임에서의 레쿠쟈
공격과 특수공격 계체값이 대부분의 포켓몬 보다 높다. 특성 '에어록'은 서로의 포켓몬이 기후의 영향을 받지 않게 하는 특성이다.
《포켓몬스터 루비·사파이어》, 《포켓몬스터 오메가루비·알파사파이어》에서는 '하늘기둥'의 정상에 존재한다.
《포켓몬스터 에메랄드》에서는 게임 패키지에도 그려져 있으며, 게임 내에서는 그란돈과 가이오가의 싸움을 진정시키기 위해 하늘기둥에서 자는 레쿠쟈를 눈뜨게 하는 이벤트가 있다.
《포켓몬 불가사의 던전 파랑 구조대/빨강 구조대》에서는 최종 보스로 등장한다.
《포켓몬 불가사의 던전 시간의 탐험대/어둠의 탐험대》에서는 숨겨진 던전 '천공의 계단'의 정상에서 7개의 비보의 하나인 '비행의 피아니카'의 수호자로 등장한다.
《대난투 스매시브라더스 X》에서는 어드벤처 모드 '아공의 사자'에서, 호수 스테이지의 보스로 등장한다.
《포켓몬스터 하트골드》에서는 가이오가가 《포켓몬스터 소울실버》에서는 그란돈이 쪽빛구슬과 주홍구슬에 의해 잡은후 한쪽으로 모으면 오박사가 연두빛구슬을 주고 레쿠자가 나타나는 이벤트가 있다.
《포켓몬스터 블랙·화이트》에서는 V제너레이트 레쿠쟈와 드림월드에서 인기포켓몬 1위로 선정되어 배포했었다.
일본판 《포켓몬스터 블랙·화이트》에서는 《노부나가의 야망》발매기념으로 색이 다른 레쿠쟈를 배포했었다.
배틀 프런티어에 참가하는 것이 금지된 포켓몬이다. 겨울 프렌들리 대회에서는 참가가 가능했었다.
《포켓몬스터 오메가루비·알파사파이어》부터 메가진화가 가능해지며, 메가진화의 비밀은 유대감이 아니라 인간의 강한 염원이라는 설정이 있다. 특성은 '델타스트림'으로 바뀌며, 날씨를 난기류 상태로 만들어 버린다. 또한 비행 타입의 약점이 되는 기술을 1배로 상쇄시켜 드래곤 타입의 약점만 남게 되었다. 또한 전용기인 '화룡점정'도 생겼다. 화룡점정은 메가레쿠쟈의 조건이다. 그리고 델타 에피소드의 마지막을 장식하는 전설의 포켓몬 중 하나다.
아쉽게도 포켓몬 레전드 아르세우스에선 나오지 않았다.

## 애니메이션에서의 레쿠쟈
《포켓몬스터 AG》의 2기 오프닝에 등장하며 후반에는 예고나 아이캐치로 등장하기도 했다.
《포켓몬스터 DP》43화에서는 무우마직이 보여준 꿈 속에서 챔피언 난천의 포켓몬으로 등장했다.

## 그 외에서의 레쿠쟈
- 극장판 《열공의 방문자 테오키스》에 등장.
- 극장판 《포켓몬 레인저와 바다의 왕자 마나피》의 초반에 레쿠쟈가 잠깐 등장한다.
- 극장판 《포켓몬 더 무비 XY: 후파: 광륜의 초마신》에서 후파(굴레에 빠진 모습)에 의해 색이 다른 모습으로 라티아스, 라티오스와 등장한다.
- 포켓몬코리아에서 2008년 5월 31일, 6월 1일에 한글판 《포켓몬스터DP 디아루가·펄기아》로 레쿠쟈를 배포하였다. 이 레쿠쟈는 레벨 70으로, 공중날기, 역린, 파괴광선, 신속을 배우고 있다.
- 《포켓몬스터 스페셜》에서는 가이오가와 그란돈의 폭주를 막기위해 종길관장과 등장하고 싸움이 끝난 후, 다시 하늘로 돌아간다.
- 포켓몬 카드 에서 등장한다.

## 같이 보기
- 포켓몬스터
- 포켓몬의 목록